# Herrmoderådet
Herrmoderådet i Sverige var under tiden 1957–1980 en samarbetsorganisation för företag inom textil- och konfektionsbranschen. Syftet var dels att hjälpa industrin i en tid som utmanades av billiga importvaror, dels att skapa en manlig konsument som förstod värdet av välkläddhet.

## Historik
Svenska herrmoderådet bildades 1957 av 24 svenska företag inom textil- och konfektionsbranschen i en tid när teko-branschen var utsatt en hårdnande konkurrens från utlandet. Det var också en tid när män började att klä sig mera informellt. 1967 utökades antalet samverkande företag till 38, då även skjort-, slips- och hattfabrikanter anslöt sig. Finansieringen kom från medlemsavgifter och på 1970-talet fick man också bidrag från Statens Industriverk. När Svenska moderådet bildades 1980 blev Herrmoderådet en av tre sektioner, de övriga var Dammoderådet och Barn- och ungdomsmoderådet.
Moderådet arbetade internt med marknadsundersökningar, prognoser och råd till industri och detaljister, men man riktade sig också utåt till manliga konsumenter. Här fanns en tydlig vilja att uppfostra männen så att de förstod värdet av välkläddhet. Medlemmarna i Herrmoderådet var övertygade om att klädseln hängde ihop med beteendemönster och påverkade samhällskulturen. Textilbranschen hade till uppgift att ”övertyga konsumenten om att bristande klädkultur är början till tillbakagång och förfall” som man skrev i Klädnytt 1961.
Liknande projekt fanns vid den här tiden i andra länder. Inte minst hämtade man inspiration från ”American Institute of Men's and Boy's Wear ” i USA. 1966 bildade de nordiska herrmoderåden ”Scandinavian Men’s Fashion Council”. Man skulle göra gemensamma marknadsundersökningar och även ha gemensamma marknadsföringskampanjer under devisen ”Scandinavian Design”.
Hösten 1957 inledde Svenska Herrmoderådet sin utåtriktade verksamhet med en omfattande annonskampanj i dagspress och veckopress. Man skickade ut informationsmaterial till detaljhandeln och pressen. Handeln fick broschyrer att dela ut till sina kunder. Under 1960-talet syntes många annonser från Herrmoderådet i tidningarna. Mot slutet av årtiondet blev annonserna färre och prognosverksamheten blev rådets främsta uppgift.

## Hur bör en man vara klädd?
| ”                                                       | Dessa är kännetecknen på en välklädd herre: han bär inte uppseendeväckande kläder, hans klädsel är anpassad efter den miljö han rör sig i. Han vet, att det finns tillfällen då man väljer formell klädsel och andra tillfällen då sportkavaj är det riktiga plagget. Han ser alltid ledig ut i sina kläder, därför att han känner sig ledig i dem. Han inger förtroende, därför att han har förtroende för sig själv. Han vet värdet av rätt klädsel. | „ |
| Nyckel till rätt klädsel, utgiven av Herrmoderådet 1958 | |   |

Den klädstil som Herrmoderådet förespråkade framgick av annonserna i pressen och av rådets egna publikationer. Stilen var genomgående konservativ och diskret. Kostymen var garderobens basplagg. Man borde ha flera olika att användas beroende på sammanhang: slitkostym, byteskostym (som ger slitkostymen tillfälle till återhämtning och vård), finare vardagskostym, stadskostym och mörk kostym. Därtill kommer kavajer och byxor, gärna också smoking och frack. Till detta hade man passande rockar, hattar, skor, sockar av nylon eller silke, slipsar och andra accessoarer. Till smoking och frack bar man tunn fickklocka, inte armbandsur. Man rekommenderade de första åren främst kostymer av ylletyger men senare även tyg av bomull eller syntetfiber.
Heinz König, ordförande i Herrmoderådet, menade 1968 att rådets rekommendationer starkt bidragit till ökad klädmedvetenhet hos de svenska männen, även om det var svårt att mäta effekten.

## Publikationer
- Klädnytt (1957-1967) utkom med två nummer årligen och riktade sig främst till handeln. Det var en trendspaning avsedd att vara till hjälp för fabrikanter och detaljister men innehållet brukade också uppmärksammas i pressen.
- Nyckel till rätt klädsel (1958), ett litet häfte på 16 sidor, ger tips om vilka kläder som passar i olika sammanhang[8].
- Herrmoderådets klädguide (1964), 21 sidor, närmast en omarbetad och uppdaterad version av Nyckel till rätt klädsel.[9]

## Sveriges mest välklädda herrar
1962-1967 utsåg Herrmoderådet årligen vad man ansåg var Sveriges tio mest välklädda herrar. Urvalet gjordes bland män som syntes i media och alltså var kända av en större allmänhet. Segrare:
1962 – Tore Wretman, traktör. 
1963 – Hasse Ekman, regissör. 
1964 – Hasse Ekman, regissör.
1965 – Kar de Mumma (Erik Zetterström), författare och kåsör. 
1966 – Gunnar Ericsson, företagsledare.
1967 – Sven-Bertil Taube, skådespelare och sångare.
Andra namn som förekom på listorna flera gånger var Lars Lönndahl, Henning Sjöström, kronprins Carl Gustaf, Carli Tornehave, Niclas Silfverschiöld, Jan Olof Olsson och Yngve Holmberg. 
1968 presenterade tidningen Vecko-Journalen en egen lista över Sveriges tio mest välklädda herrar. Kronprins Carl Gustaf fanns med men annars hade man valt helt andra namn än Herrmoderådet.

## Stilskolan
Sveriges scoutförbund lanserade 1957 ”Stilskolan”, en kurs som särskilt riktade sig till elever vid industrins lärlings- och yrkesskolor. Scoutförbundet oroade sig för den ungdomskultur man såg växa fram, en individualistisk och rebellisk kultur. Syftet med Stilskolan var att lära ut klassiska dygder som måttfullhet och sparsamhet och att fostra självdisciplin.
Klädseln var genomgående en central del i utbildningen. 1962 inledde man därför ett samarbete med Herrmoderådet som hade en liknande syn på klädernas betydelse för hur man uppfattades andra. Ungdomarna fick lära hur förutsättningarna på arbetsmarknaden och i kärlekslivet var beroende av ett välvårdat och propert yttre. Såväl Stilskolan som Herrmoderådet ansåg att kläder hade en förmåga att förändra ungdomarnas inre egenskaper.
1972 lades Stilskolan ner.